# Max Levchin

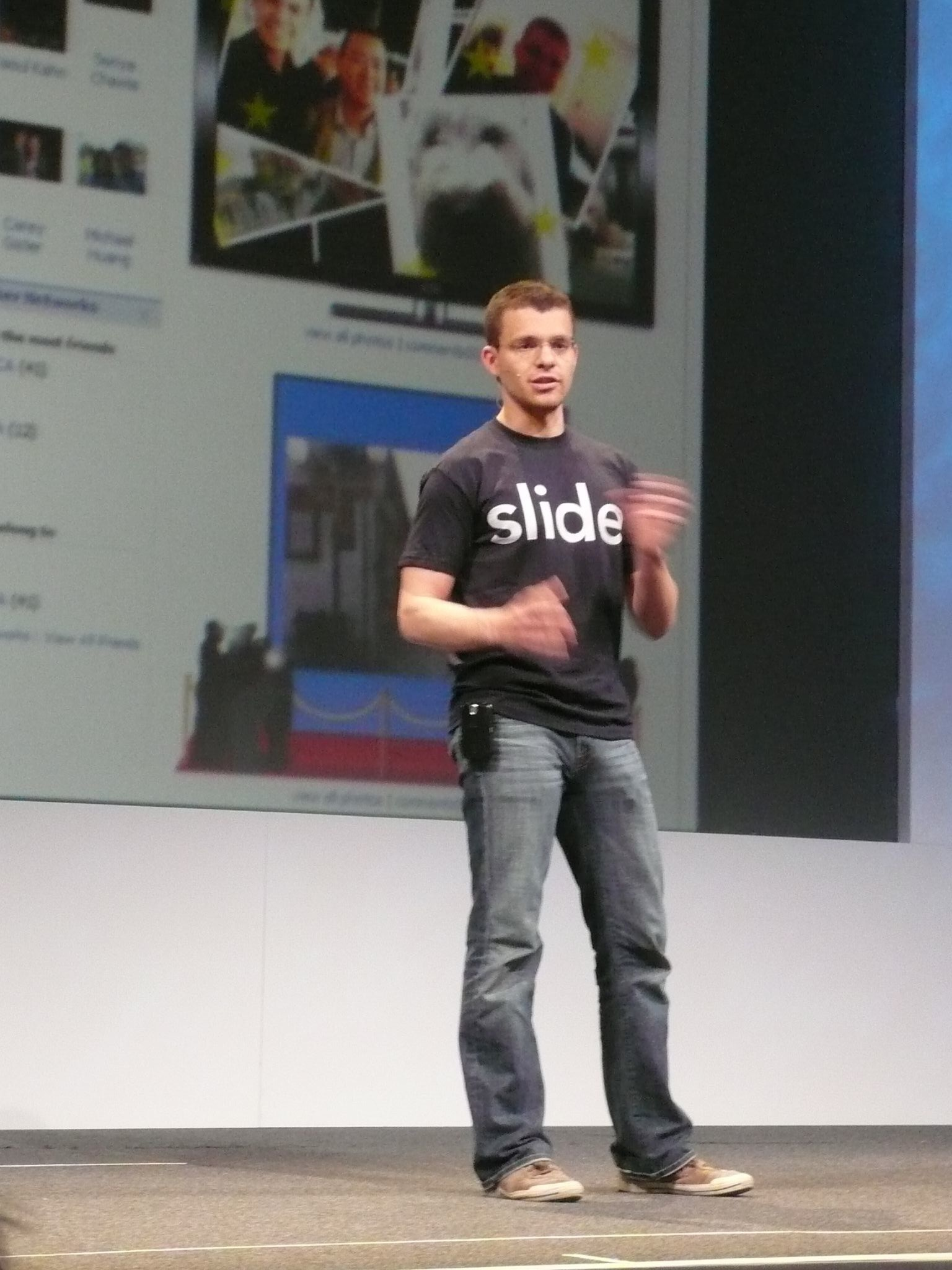
Max Levchin, 2007

Max Levchin (ukrainisch Максиміліан Рафаельович Левчин Maksymilian Rafaeljowytsch Lewtschyn; * 1975 in Kiew, Ukrainische SSR) ist ein amerikanischer IT-Spezialist und Mitgründer und ehemaliger CTO von PayPal sowie Mitgründer von Affirm.

## Leben
Nach seiner Kindheit und Jugend in der Ukrainischen Sozialistischen Sowjetrepublik wanderte Levchin im Jahr 1991 nach Chicago aus und studierte Informatik an der University of Illinois.
2002 ging er mit Paypal online, 2005 gründete er Slide und Yelp. Slide wurde 2010 von Google übernommen, im August 2011 wurde bekannt, dass Levchin Google verlassen wird, da Slide in den weiteren Planungen von Google keine Rolle mehr spielen wird.
2012 gründete er Affirm.
Levchin ist weiterhin Koproduzent des Films Thank You for Smoking.
Sein zusammen mit Peter Thiel und dem ehemaligen Schachweltmeister Garri Kasparow geschriebenes und 2012 erschienenes Buch The Blueprint diagnostiziert eine Stagnation des technologischen Fortschritts und plädiert für umfassendere Investitionen in Forschung und Entwicklung, um den globalen Wohlstand zu erhöhen.